# ポーツマス (バージニア州)
ポーツマス（英: Portsmouth）は、アメリカ合衆国バージニア州南東部に位置する都市。バージニア州法の規定により、いずれの郡にも属さない独立市となっている。市はノーフォークの西隣、エリザベス川を挟んだ対岸に位置する。人口は95,535人（2010年国勢調査）。ノーフォークを中心に、ポーツマスを含むハンプトン・ローズ都市圏は9市7郡にまたがり、1,671,683人（2010年国勢調査）の人口を抱えている。
ノーフォーク海軍造船所はしばしばノーフォーク海軍基地とも呼ばれ、名前はノーフォークとなっているが実際にはポーツマスに位置する歴史ある現役のアメリカ海軍施設である。この造船所ではあらゆる種類の海軍艦船の建造・改装・修繕を行っている。
ポーツマス市はハンプトン・ローズの湾の周囲に連なる7都市の1つであり、ハンプトン・ローズの港の一部としてエリザベス川沿いに何マイルもの水面に接する陸地でもある。

## 歴史
ポーツマスはエリザベス川の西岸に位置し、川向こうがノーフォーク市である。1620年、後にポーツマスとなる場所を造船業者のジョン・ウッドが造船所に適した場所と認め、イングランド王ジェームズ1世に請願して土地特許を認められた。周辺地域は間もなくプランテーション社会として開拓が進められた。
ポーツマスは1752年にバージニア植民地議会の法律で町として設立され、裕福な商人で船主だったウィリアム・クロウフォード大佐が教会、市場、役場および刑務所のためにハイストリートとコートストリートの4つの角を寄付した。イングランドのポーツマスに因んで町の名前が付けられた。
1767年、造船業者のアンドリュー・スプロールがポーツマスに隣接するゴスポート造船所を設立した。ポーツマスのゴスポート造船所はアメリカ独立戦争の後ではバージニア州が所有し、その後新生アメリカ合衆国連邦政府に売却された。
1855年、ポーツマスとノーフォークのある地域は黄熱病の蔓延に見舞われ、市民3人に1人が死んだ。1858年にはノーフォーク郡から分かれて独立市となった。
南北戦争の1861年、バージニア州はアメリカ連合国に加盟した。アメリカ連合国がポーツマスの造船所を支配することになるのを恐れた造船所の指揮官はその焼却を命じた。南軍は実際に造船所の接収を目指し、文民で鉄道建設者のウィリアム・マホーン（後に有名な南軍士官になった）が主導した念入りな策略により、武装闘争無しに接収された。北軍はハンプトン・ローズの対岸にあるモンロー砦に撤退し、ここが北軍の支配下にある唯一の地になった。1862年初期、南軍の鉄装甲艦CSSバージニアがUSSメリマックの燃やされた船殻を使って再建造された。北軍がハンプトン・ローズを封鎖する間、有名なハンプトン・ローズ海戦でバージニアは北軍の装甲艦USSモニターと海戦を戦った。南軍は1862年5月に造船所から撤退し、このときに再度造船所を焼いた。
北軍がノーフォークとポーツマスを再度支配したことに続き、造船所の名前はノーフォーク海軍造船所と改められた。造船所のこの名前はノーフォーク郡にあることから名付けられた。今日のノーフォーク海軍造船所は全体がポーツマス市内にある。その名前はニューハンプシャー州ポーツマスからピスカタクァ川を挟んで対岸のメイン州キタリーに位置するポーツマス海軍造船所との混同を避けるためにそのままにされてきた。
ポーツマスは1963年までノーフォーク郡の郡庁所在地だった。この時サウスノーフォーク市との政治的統合によってチェサピーク市が形成された。ポーツマスに隣接する他の郡部であるナンスモンド郡も、1974年にもっと小さな市と統合して、新しいサフォーク市となった。
ポーツマスはハンプトン・ローズの7都市のうち古い方の都市として、21世紀初期に中心街の穏やかな都市再開発を経験した。しかし水面と南ハンプトン・ローズの他の都市に囲まれているために、人口は減り続けており、拡張するためのスペースも残っていない。
ポーツマス市は急激に税基盤を制限してきた。市の大部分はアメリカ海軍によって占められている。海軍施設が学校、教会など他の免税施設と組み合わされ、ポーツマスの課税評価額の半分以上は課税台帳から外れている。ウェストノーフォーク地域にコンテナ船用の新しい港湾設備が2007年開業で計画された。バージニア州はそれに資するために鉄道など輸送面の改良のために多額の予算をつけた。
市内には1841年に建てられたパスハウスを含め多くの歴史的な建造物がある。パスハウスはジェイムズ・マードー判事が建設し、1862年から1865年は北軍に占領された。北軍はポーツマスの市民がエリザベス川やその向こうまで旅行する時は通行証を取得するよう要求した。これらの通行証はイギリス式地階で発行されたので、「パスハウス」という名前もここから起こった。

## 地理
ポーツマスは 北緯36度49分52秒 西経76度20分44秒 / 北緯36.83111度 西経76.34556度 に位置する。

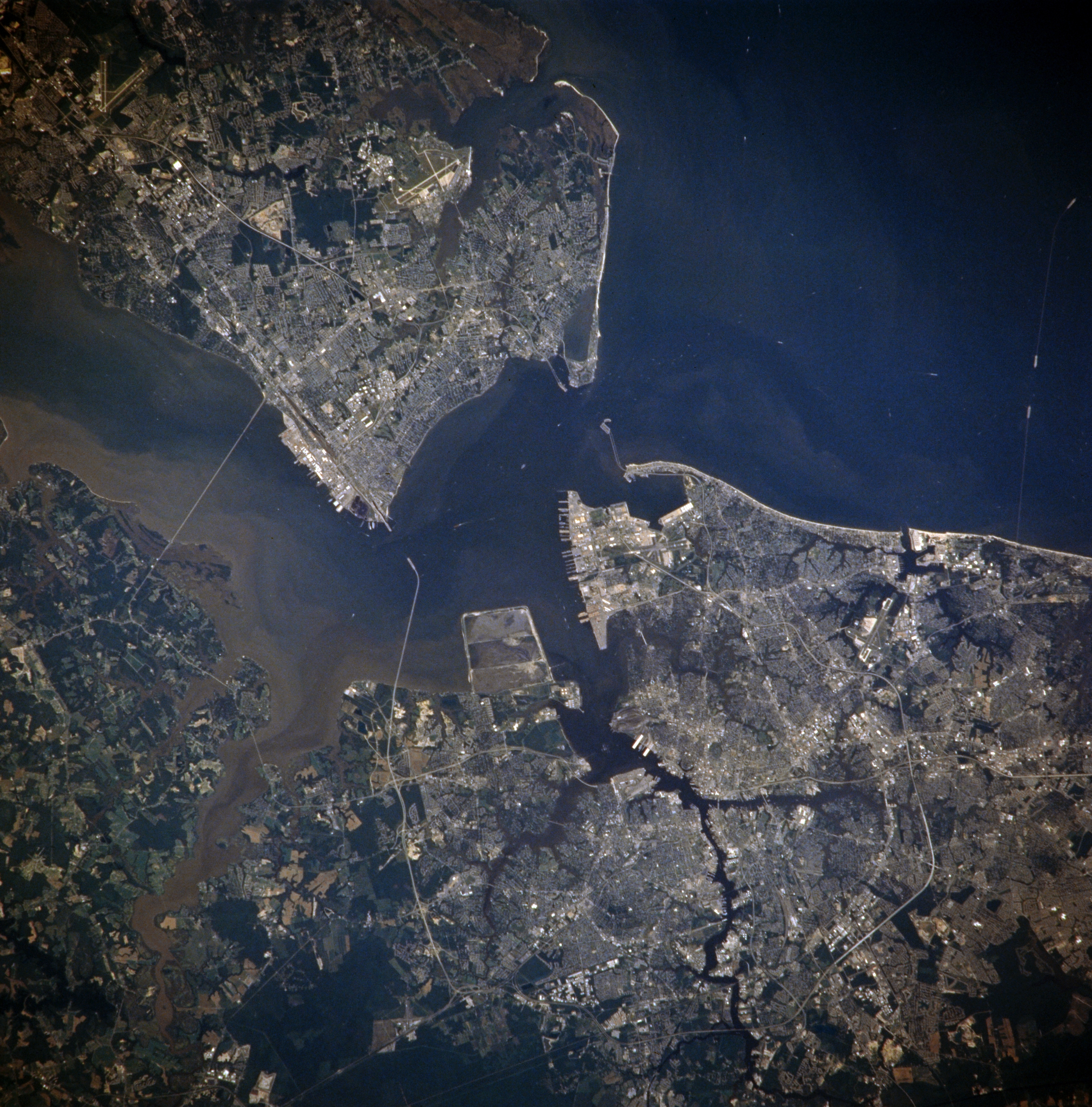
ハンプトン・ローズ周辺の衛星写真、ポーツマスは南岸中央の川の左岸。右岸がノーフォーク

アメリカ合衆国国勢調査局に拠れば、市域全面積は46.6平方マイル (120.7 km2)、このうち陸地は33.2平方マイル (85.9 km2)、水面は13.5平方マイル (34.9 km2)で水域率は28.87％である。

### 気候
ポーツマスは穏やかな四季があり、アウトドアの活動が1年間を通して楽しめる。ポーツマスの天候は温暖で季節変動がある。夏は暑く湿潤だが夜は涼しくなる。年間平均気温は 60°F (15℃) であり、年間平均降雪量は6インチ (150 mm)、同降水量は47インチ (1200 mm) である。1999年には計測できる降雪が無かった。湿度の高い季節は春と夏であり、降雨は1年中ほぼ一定である。これまで観測された最高気温は1980年の 105.0°F (40.6℃)、最低気温は1985年1月21日の −3.0°F (−19.4℃) だった。
さらにポーツマスの地理的位置は、大きな嵐の通り道に関して特に都合の良い位置にあり、高緯度で生まれる嵐の道からは南に、ハリケーンなど熱帯性嵐の通常の通り道からは北にある。

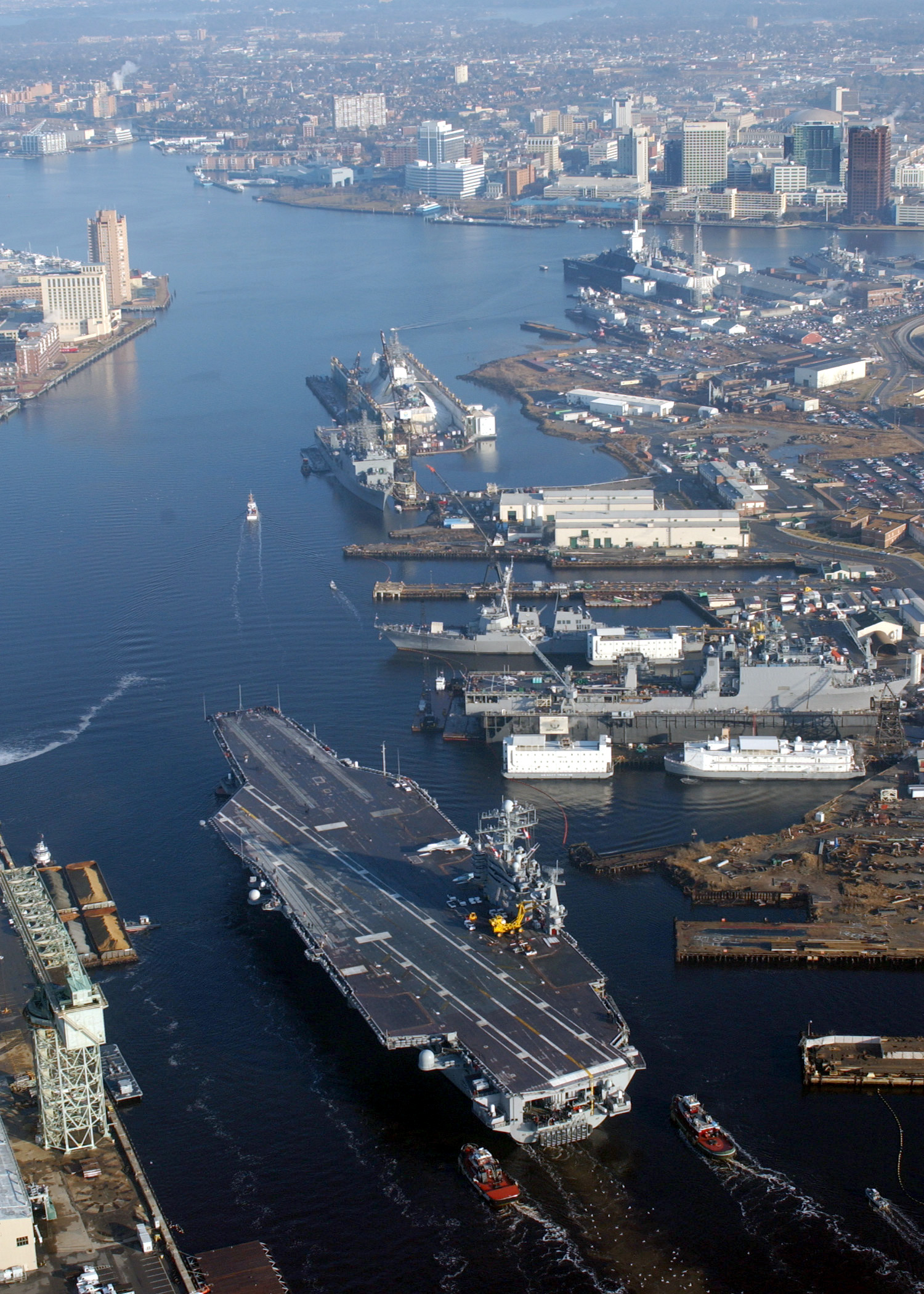
ノーフォーク海軍造船所での修理を終え、出港する原子力空母ハリー・S・トルーマン

### 都市概観
ポーツマスは港湾都市として長い歴史がある。オールドタウン実業歴史地区は中心街にあり、保存と再開発が組み合わされて進行している。その例として、ディンウィッディ総督ホテルでのホーソーン・ホテル・アンド・スイートが改修され10年以上の閉鎖期間後の2005年に再開された。そこは、歴史的な一体感、建築と雰囲気を維持しているホテルを識別し、その保存のための資源を提供する団体である歴史保存国家信託のプログラムであるヒストリック・ホテルズ・オブ・アメリカに認められてきた。このれきしあるホテルはポーツマスが1752年に設立された頃にバージニア植民地の管理主体者だったロバート・ディンウィッディ総督に因んで名付けられた。バージニア州がフレンチ・インディアン戦争をうまく遣り過ごしたのはディンウィッディ総督の功績によるところが大きかった（ピーターズバーグ近くのディンウィッディ郡も彼に因んで名付けられた）。
オールドタウンにはまた、アフリカ系アメリカ人のメソジスト運動が始まったエマヌエルAME教会があり、これは奴隷と自由人によって建てられ、ポーツマスでは2番目に古い建物、かつ黒人の教会としては最古のものである。
オールドタウンはバージニア州アレクサンドリアからサウスカロライナ州チャールストンの間で歴史的に意義ある家屋の最大の集積地となっている。
その他のポーツマスの名所としては、バージニア州子供博物館、バージニア州スポーツの殿堂、海軍造船所・灯台船博物館、およびハーバー・センターが挙げられる。

## 交通
ポーツマスはその発展の初期から海上交通に依存してきた。1830年代、ハンプトン・ローズの地域では初めて陸上交通の革新である鉄道が引かれた。シーボード・エア・ライン鉄道の前身であるポーツマス・アンド・ロアノーク鉄道はロアノーク川の急流に沿ってノースカロライナ州ウェルドン近くの滝線瀑布線まで延びた。隣のより大きな都市であるノーフォークにノーフォーク・アンド・ピーターズバーグ鉄道が完成して鉄道線が通った1858年の20年前のことだった。
空路では地域最大の商業空港であるノーフォーク国際空港を使うことができる。この空港はチェサピーク湾に近く、ノーフォーク市とバージニアビーチ市の市境にある。7つの航空会社が25の目的地に直行便を運航している。ノーフォーク国際空港からは年間3,703,664人の乗客が乗り降りし、68,778,934ポンド（3,100 トン）の貨物を運んでいる。
ニューポートニューズ・ウィリアムズバーグ国際空港もハンプトン・ローズ地域の商業空港である。チェサピーク地域空港は一般航空利用に供しており、ポーツマス市境からは5マイル (8 km) の位置にある。
21世紀、ポーツマスに入る鉄道として、CSXトランスポーテーション、ノーフォーク・サザン鉄道および3本の短線鉄道がある。道路網では州間高速道路264号線と664号線があり、ハンプトン・ローズ・ベルトウェイの一部となっている。アメリカ国道17号線と58号線が市内を通る。エリザベス川を渡るには、ミッドタウン・トンネル、ダウンタウン・トンネルとバークレー橋の組み合わせがあり、エリザベス川の南側はポーツマスの直ぐ南、チェサピーク市でジョーダン橋がある。
市内の交通とハンプトン・ローズ7都市との行き来は地域バス運行主体であるハンプトン・ローズ・トランシットが運行している。

## 治安
CQプレス社傘下のモーガン・クイットノーによる2010年の都市犯罪ランキングでは、ポーツマスはハンプトン・ローズ7市の中で最も犯罪率が高く、全米の人口75,000人以上の都市の中では95番目に危険な都市であると報じられている。

## メディア
ポーツマスの日刊紙は「バージニアン・パイロット」であり、「ザ・カレンツ」はその日曜版のポーツマス向けである。その他の新聞として、「ニュージャーナル・アンド・ガイド」と「ハンプトン・ローズ・ビジネス・ジャーナル」がある。
ハンプトン・ローズ・マガジンは、ポーツマスとハンプトン・ローズ・地域のための隔月刊地域雑誌となっている。 
ポーツマスにはAMとFMの様々なラジオ局がある。中継塔はハンプトン・ローズ地域の周辺にある。
ポーツマスには幾つかのテレビ局もある。ハンプトン・ローズ指定市場には712,790世帯がいて（全米の0.64%）、国内では42番目の規模である。全国ネットワークの系列局として、WTKR-TV、チャンネル3（CBS系列）、WAVY、チャンネル10（NBC系列）、WVEC-TV、チャンネル13（ABC系列）、WGNT、チャンネル27（CWテレビジョンネットワーク系列）、WTVZ、チャンネル33（マイネットワークTV系列）、WVBT、チャンネル43（フォックス放送系列）、およびWPXV、チャンネル49（ion Television系列）がある。公共放送サービスはWHRO-TV、チャンネル15である。ノースカロライナ州のアウターバンクスからWSKY、チャンネル4とハンプトンからのWGBS、チャンネル7のような独立放送局からの電波も受信できる。また24時間地域ケーブル・ニューズ・ネットワークであるLNC 5を提供するコックス・ケーブルも利用できる。ディレクTVとディッシュ・ネットワークはポーツマスのケーブルテレビ選択肢として人気がある。WAVYとWVBTは姉妹局であり、市内に事務所とスタジオを構えるLIN TVが所有している。

## 人口動態
都市圏人口についてはノーフォーク (バージニア州)#都市圏人口を参照のこと。
以下にポーツマス市における1840年から2010年までの人口推移を表で、また1850年から2010年までの人口推移をグラフで示す。
| 統計年 | 人口      |
| ------ | --------- |
| 1840年 | 6,477人   |
| 1850年 | 8,626人   |
| 1860年 | 9,496人   |
| 1870年 | 10,590人  |
| 1880年 | 11,390人  |
| 1890年 | 13,268人  |
| 1900年 | 17,427人  |
| 1910年 | 33,190人  |
| 1920年 | 54,387人  |
| 1930年 | 45,704人  |
| 1940年 | 50,745人  |
| 1950年 | 80,039人  |
| 1960年 | 114,773人 |
| 1970年 | 110,963人 |
| 1980年 | 104,577人 |
| 1990年 | 103,910人 |
| 2000年 | 100,565人 |
| 2010年 | 95,535人  |

## 姉妹都市
- ニュージーランド、ダニーデン